# Антонио Венециано
Антонио Венециано (итал. Antonio Veneziano; 1-я половина XIV века — после 1388) — итальянский художник, принадлежащий к школе Джотто.
Выходец из Венеции. Ещё юношей поступил учеником в мастерскую Таддео Гадди, учившегося у самого Джотто. Наиболее значимые работы Антонио Венециано — картины для собора в Сиене (1370) и фрески с «Легендой о святом Раньеро» для Кампо-Санто в Пизе (1384-1386). Фрески Антонио Венециано, которыми был украшен венецианский Дворец дожей, не сохранились. Монументальность образов Джотто в своих картинах художник обогатил многочисленным повторением натуралистических деталей и более точной перспективой. После 1388 года следы Антонио Венециано теряются.